# Poultonella
Poultonella — род  аранеоморфных пауков из подсемейства Dendryphantinae в семействе пауков-скакунов (Salticidae). Оба вида этого рода распространены только в Соединённых Штатах Америки (в Северной Америке).

## Этимология
Научное название роду дано, возможно, в честь англ. Edward Bagnall Poulton.

## Виды
- Poultonella alboimmaculata (Peckham & Peckham, 1883) — США
- Poultonella nuecesensis Cokendolpher & Horner, 1978 — США